# Monastero di Batalha
Il monastero di Batalha o convento de Santa Maria da Vitória si trova in Portogallo nella città di Batalha. Fu edificato per volontà di Giovanni I, come segno di ringraziamento per la vittoria riportata nel 1385 contro Giovanni I di Castiglia nella battaglia di Aljubarrota, nei pressi del luogo dove si svolse la battaglia. 
Nel 1388 era già sede di un primo nucleo di frati domenicani.
Costruito in stile gotico con parti in stile manuelino.

## Storia del monastero
Il monastero venne costruito in ringraziamento a Maria, per sciogliere la promessa che il re Giovanni I fece alla Madonna prima dell'inizio della battaglia di Aljubarrota.
La costruzione del monastero durò circa due secoli; iniziata nel 1386 venne terminata nel 1517 durante i regni di sette monarchi. Nel corso degli anni vi lavorarono quindici architetti, ma per sette di essi la citazione è soltanto onorifica in quanto non parteciparono attivamente alla progettazione. La costruzione necessitò di enormi risorse in uomini e denaro. Vennero introdotti nuovi stili e nuove tecniche di costruzione allora sconosciute in Portogallo. 

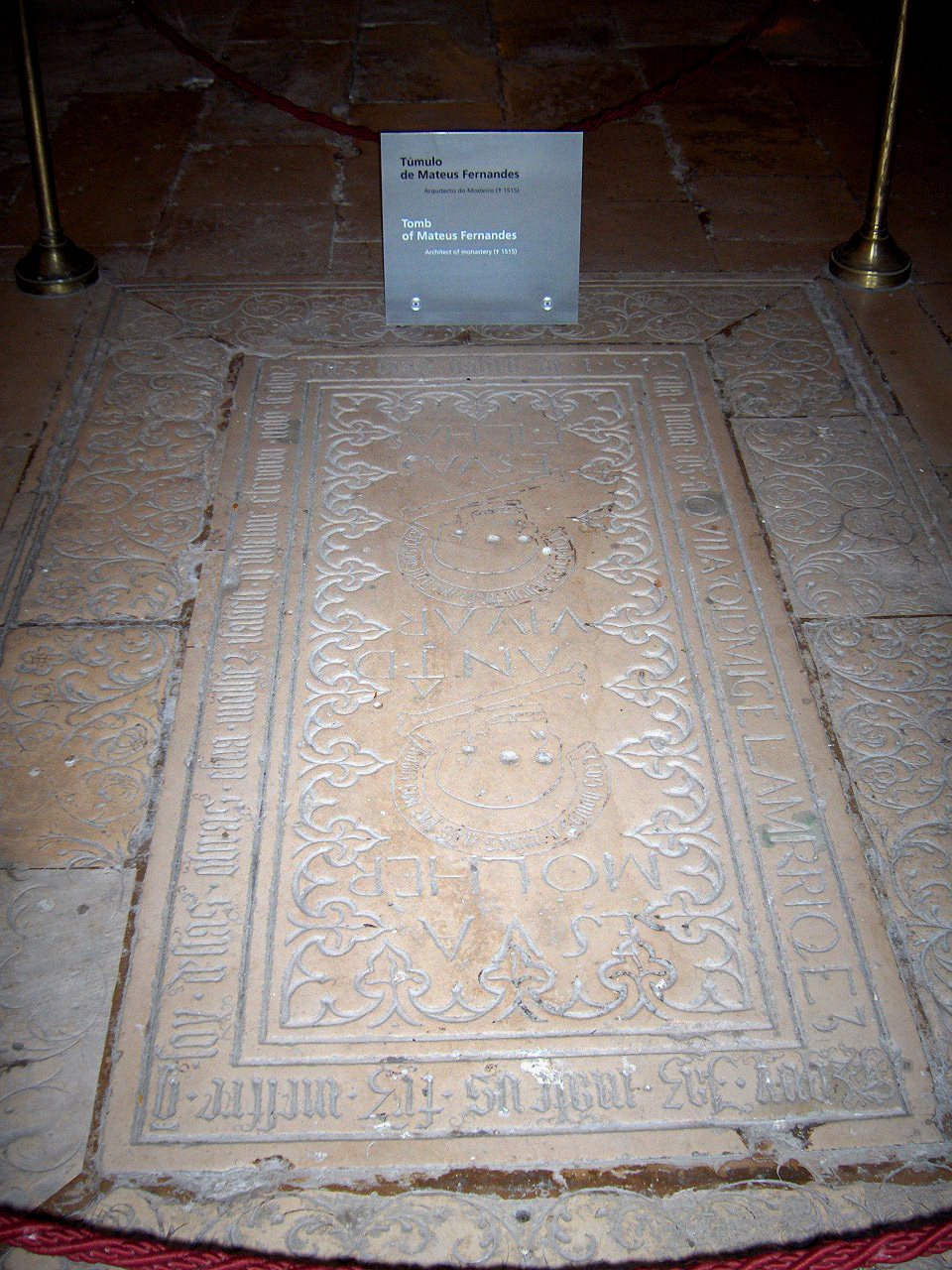
Tomba di Mateus Fernandes

I lavori iniziarono nel 1386 sotto la guida dell'architetto portoghese Afonso Domingues che continuò fino al 1402. Egli disegnò la chiesa ed il chiostro e le principali strutture sono quelle da lui progettate. Lo stile impiegato era essenzialmente gotico con influenze di gotico perpendicolare inglese. Esiste una certa somiglianza con la facciata della cattedrale inglese di York ed il transetto della cattedrale di Canterbury.
Gli successe Huget dal 1402 al 1438. Questo architetto, probabilmente di origine spagnola, introdusse nella costruzione lo stile gotico flamboyant. Questo si può notare nella facciata principale, nella sala capitolare, nella Cappella del fondatore, nelle strutture principali della Cappella incompiuta e nelle gallerie nord ed est del chiostro principale. Egli elevò l'altezza della navata centrale a metri 32,46. Alterando l'altezza del tempio la navata centrale risultò stretta e lunga. Egli completò anche il transetto ma morì prima di terminare la cappella che lasciò incompleta.

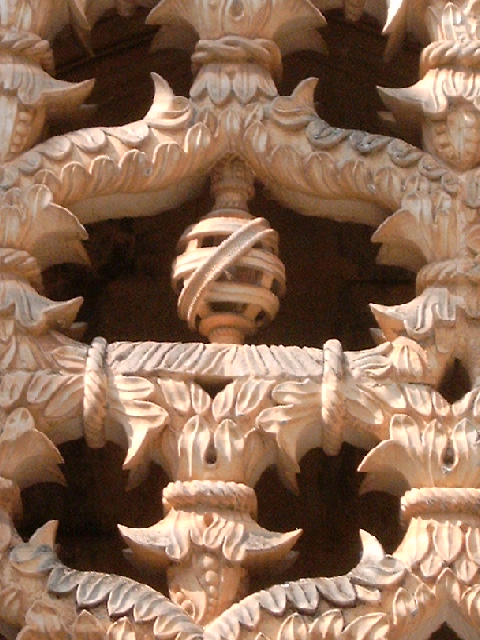
Sfera armillare nel Monastero di Batalha

Durante il regno di Alfonso V del Portogallo, l'architetto portoghese Fernão de Évora continuò la costruzione fra il 1448 ed il 1477 ed aggiunse il chiostro di Alfonso V. João de Castilho, maestro dello stile rinascimentale, continuò i lavori fino al 1532. La costruzione venne poi sospesa quando il re decise di dedicare tutti gli sforzi alla costruzione del monastero dos Jerónimos a Lisbona. Il terremoto del 1755 provocò alcuni danni, ma le maggiori devastazioni vennero inflitte dalle truppe di Napoleone, guidate dal maresciallo André Masséna, che saccheggiarono ed incendiarono il complesso fra il 1810 ed il 1811. Quando i domenicani vennero cacciati nel 1834 nell'ambito della soppressione degli ordini religiosi in Portogallo, la chiesa e il monastero vennero lasciati in abbandono e il complesso cadde in rovina.
Nel 1840 il re Ferdinando II del Portogallo iniziò il restauro del monastero salvando così questo gioiello dell'architettura gotica. I restauri si conclusero nei primi anni del XX secolo e nel 1907 il sito venne dichiarato monumento nazionale.
Il complesso è poi stato dichiarato, dall'Unesco, patrimonio dell'umanità nel 1983.

## Caratteristiche architettoniche

### Esterno

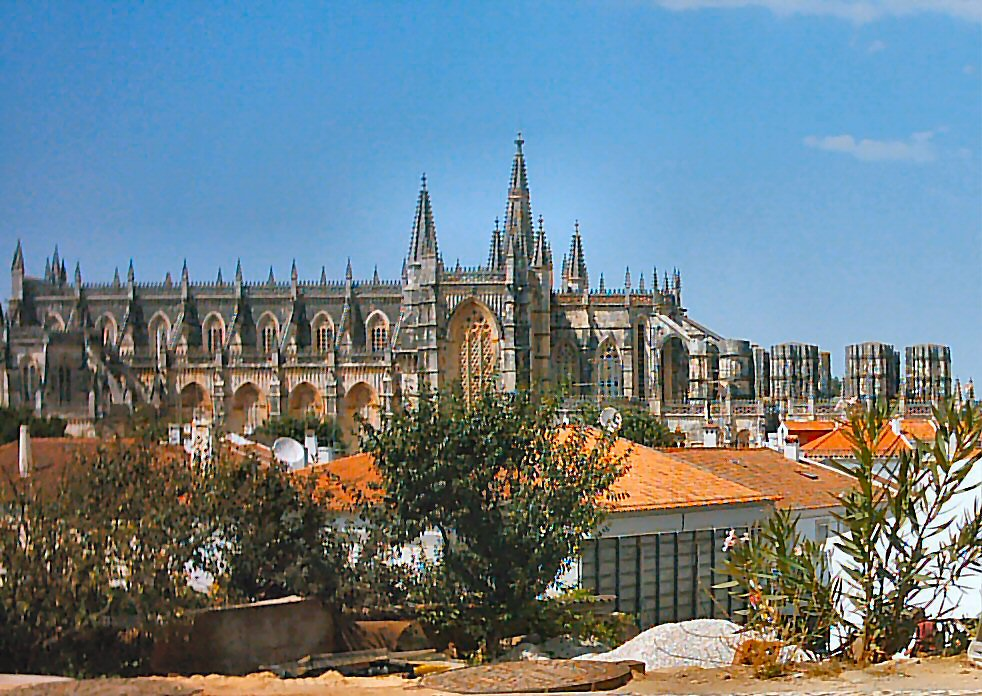
Il monastero di Batalha è uno dei più importanti monumenti gotici in Portogallo

L'architettura maestosa del monastero è realizzata in pietra bianca di Porto de Mós, diventata giallo ocra nel corso dei secoli. Il monastero è costruito in uno stile originale portoghese dato da un miscuglio di gotico flamboyant e gotico perpendicolare che trova pochi esempi in Europa. Come tutte le chiese rette dai domenicani, questa chiesa non ha un campanile.
La facciata meridionale, prospiciente su di una grande piazza con la statua equestre del generale Nuno Álvares Pereira, è divisa in tre sezioni da contrafforti ed enormi pilastri: la Cappella del fondatore (Giovanni I), la parete laterale della navata destra ed il portale laterale. A destra della facciata, separata dal complesso, si trova la cappella incompiuta di forma ottagonale.

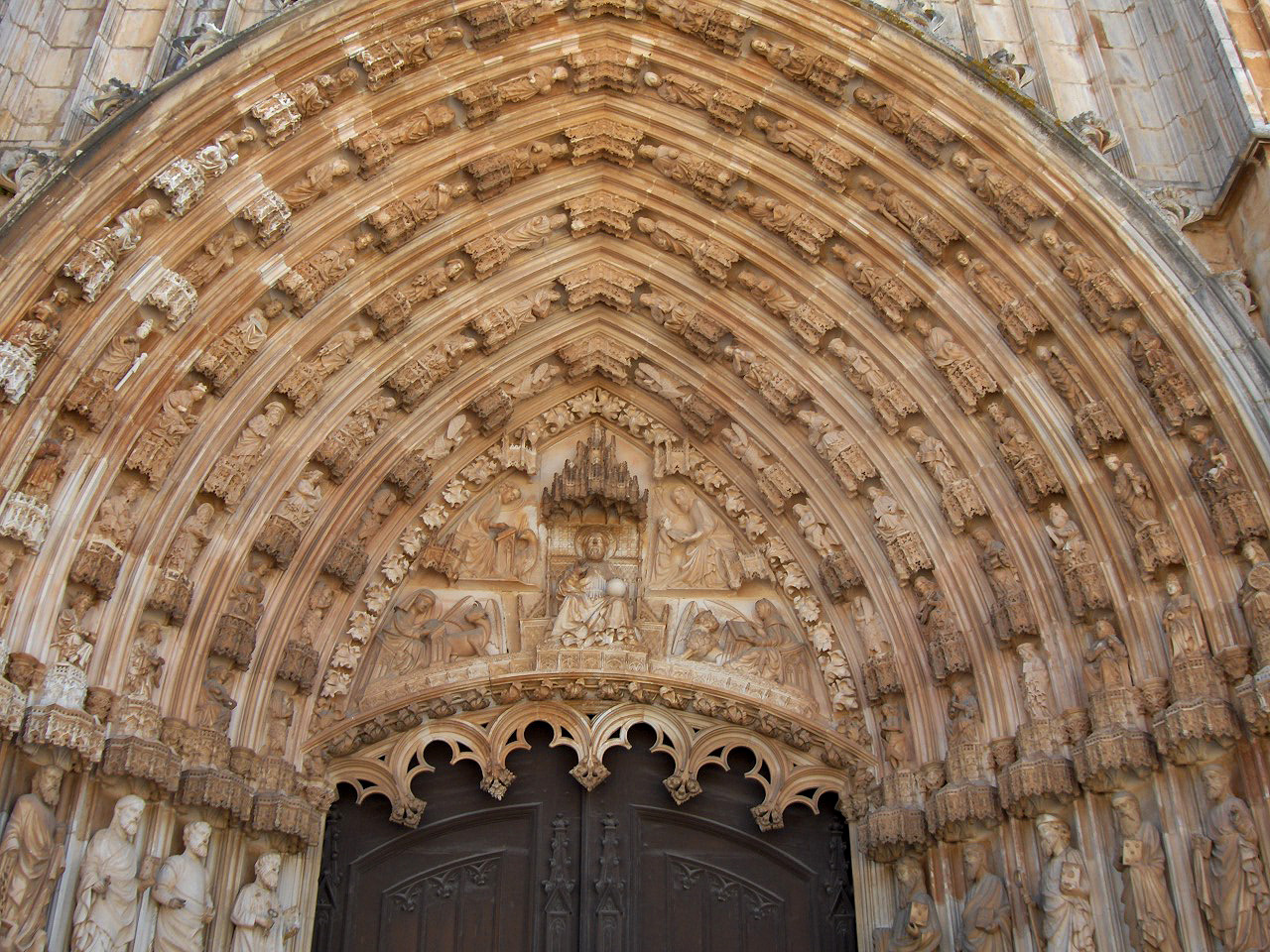
Timpano e archivolto del portale

Sul lato orientale, vicino al coro, sorge la sala capitolare. Il chiostro reale confina con la chiesa e la sala capitolare. La struttura continua poi nell'adiacente chiostro di Alfonso V mentre sul lato nord del complesso si erge il monumento al milite ignoto.

### Portale
Il portale mostra, nell'archivolto, un complesso di 78 statue, suddivise in sei ordini, di re dell'Antico Testamento, angeli, profeti e santi, ognuno sotto un baldacchino. Sulla strombatura, da entrambi i lati, sono gli apostoli che calpestano dei diavoli incatenati. Nel timpano, sotto un baldacchino, è posto Gesù Cristo in trono attorniato dai quattro evangelisti.

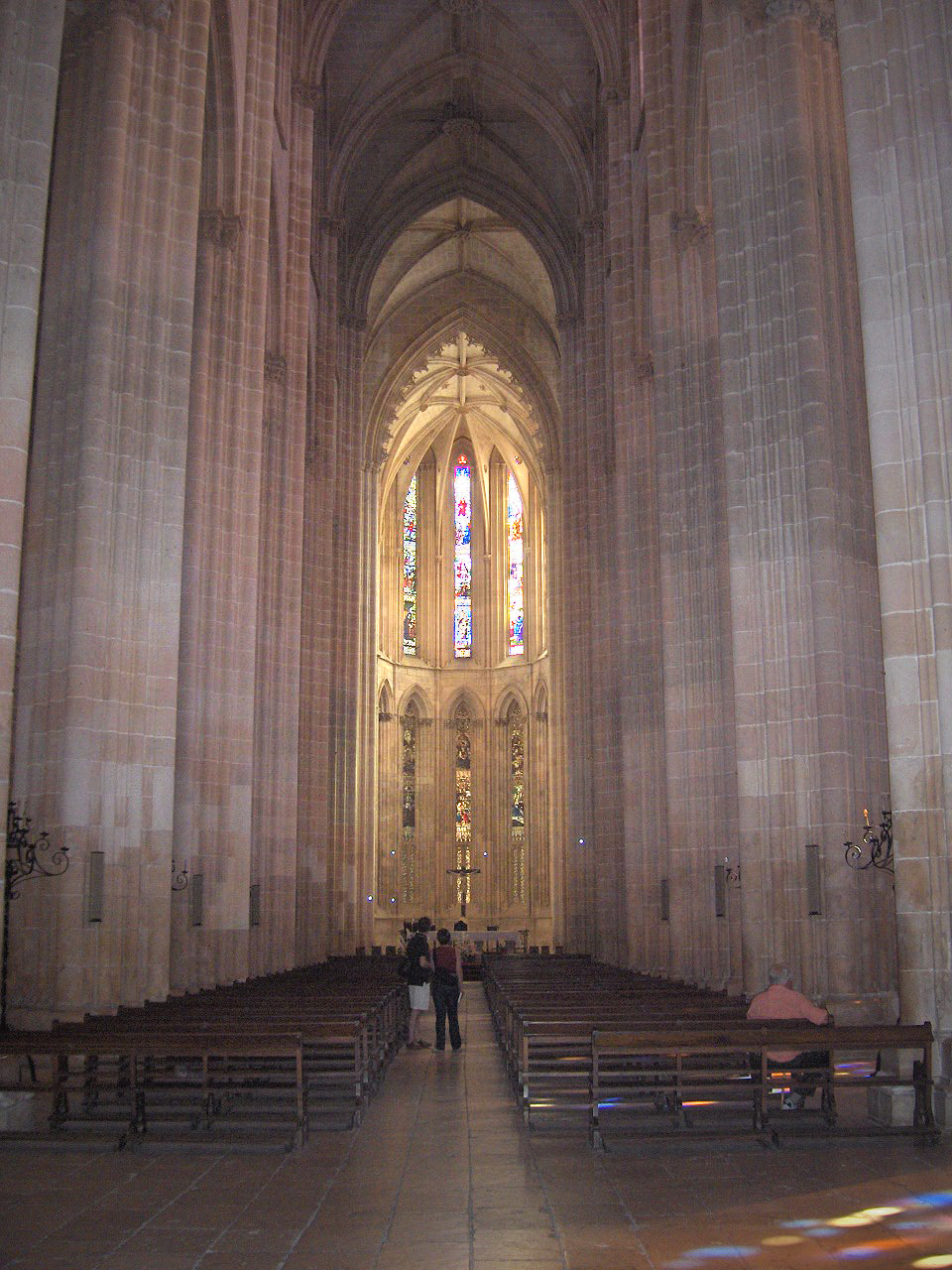
Navata e coro

### Navata e coro

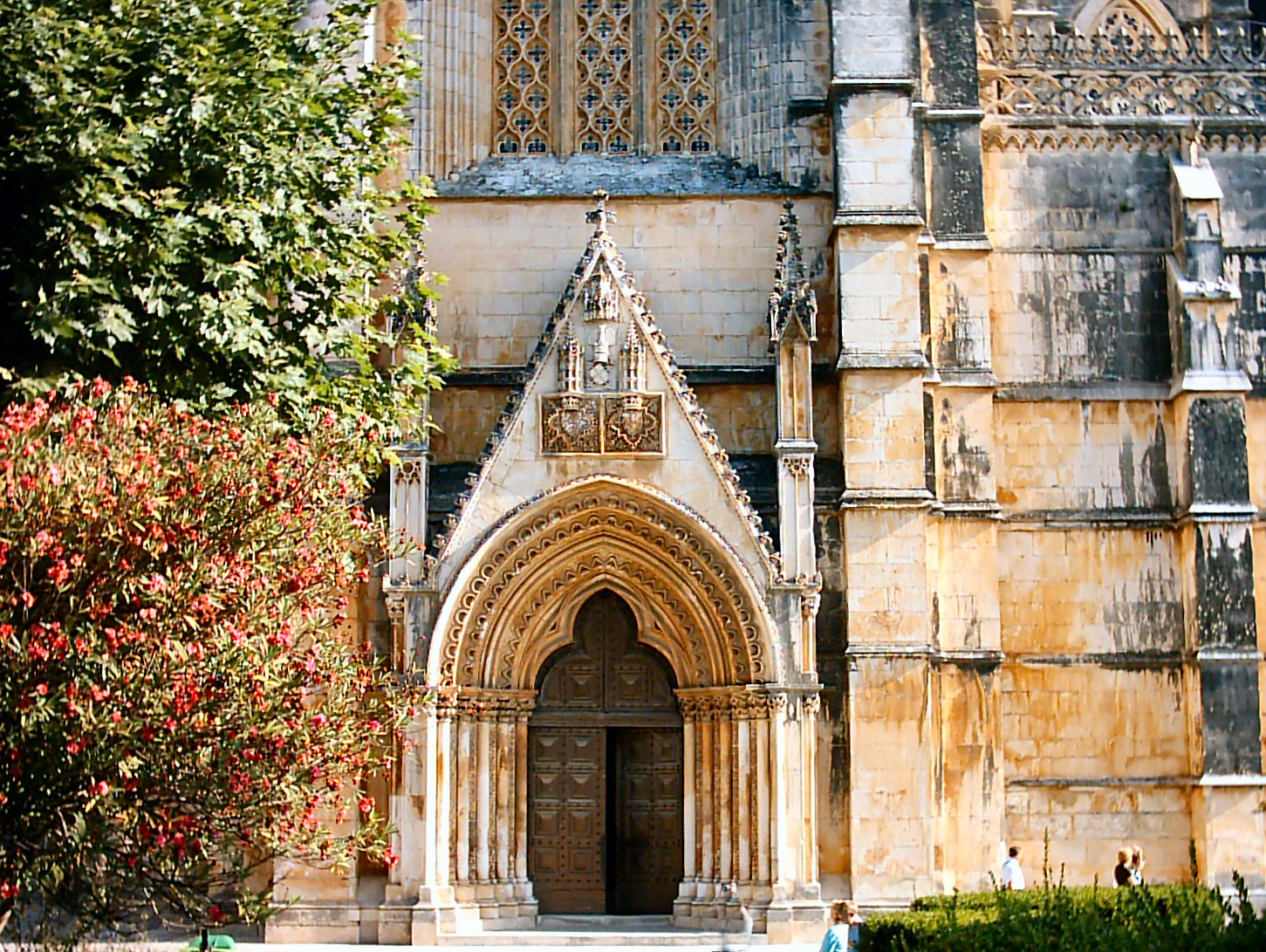
Portale laterale

Il monastero di Batalha ebbe probabilmente il primo laboratorio in Portogallo per la costruzione di vetrate policrome. Quest'arte venne introdotta in Portogallo da alcuni artisti tedeschi provenienti dalla Franconia e da Norimberga. Le finestre più antiche risalgono al 1430, ma le finestre ogivali, in stile manuelino, del coro risalgono al 1530 circa. Esse rappresentano scene della vita di Cristo e Maria come la visitazione, l'epifania, la fuga in Egitto e la resurrezione di Cristo.
L'architetto Mateus Fernandes e sua moglie sono sepolti sotto una lastra di marmo vicino al portale. La tomba del cavaliere Martim Gonçalves de Macedo, che salvò la vita del re nella battaglia di Aljubarrota, si trova nelle vicinanze della Cappella del fondatore.

### Cappella del fondatore

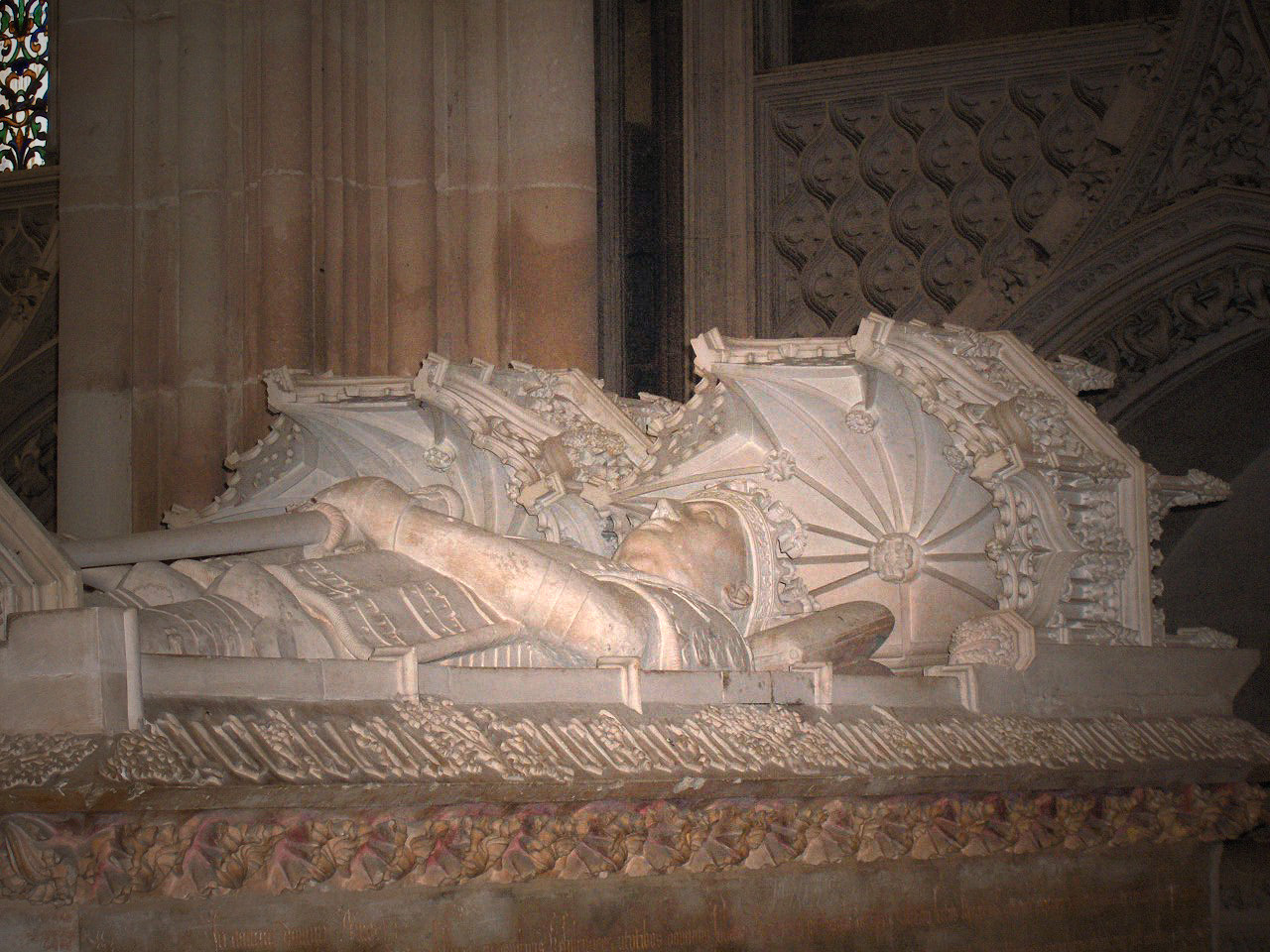
Tomba di re Giovanni I

Questa cappella dedicata a re Giovanni I, fu costruita tra il 1426 ed il 1434 dall'architetto Huguet su commissione dello stesso re affinché divenisse il primo pantheon in Portogallo. Essa è una sintesi perfetta di gotico fiammeggiante (flamboyant) e di gotico perpendicolare inglese poiché la regina Filippa di Lancaster chiamò alcuni architetti dall'Inghilterra per collaborare con Huguet. La cappella ha pianta quadrata con un alto soffitto sormontato da una lanterna ottagonale. Al centro della cappella sono le sontuose tombe di Giovanni I e della moglie Filippa di Lancaster. Le tombe dei quattro figli più giovani, compresa quella di Enrico il Navigatore, sono accostate alla parete sud della cappella. Le tombe della coppia reale sono sormontate da un baldacchino sul quale sono riportati gli stemmi delle case di Aviz e Lancaster. Sul coperchio dei sarcofaghi sono incisi i motti dei sovrani: por bem (per il meglio) per il re e yl me plet (mi piace) per la regina.
La lanterna è contornata da un ambulacro, con una volta complessa.

### Cappella incompiuta

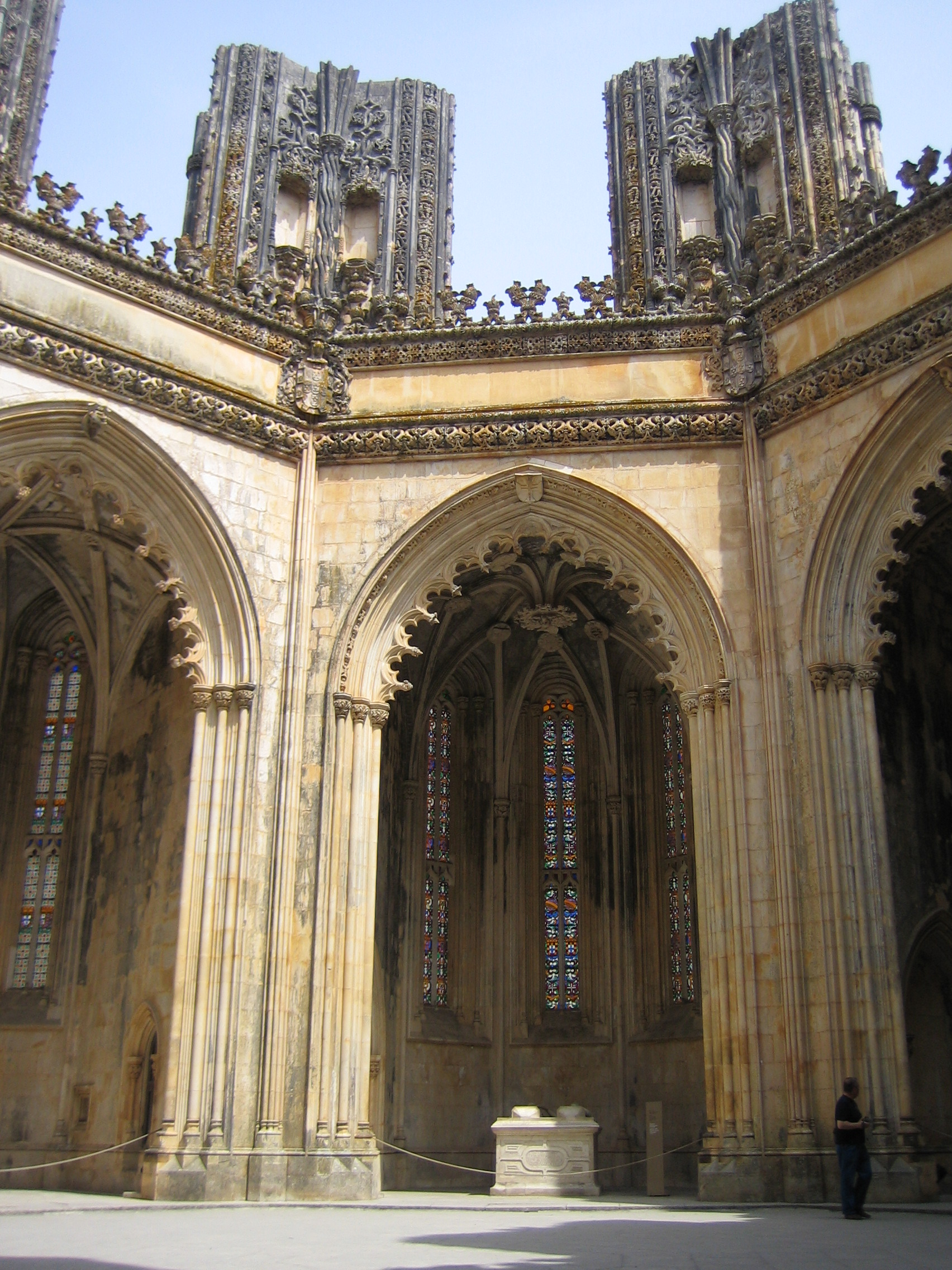
La Cappella incompiuta

La "Cappella incompiuta" rimane a testimonianza che il monastero non venne terminato. Essa è una struttura ottagonale separata dal resto del monastero e accessibile soltanto dall'esterno. Essa fu commissionata nel 1437 dal re Edoardo del Portogallo come secondo mausoleo reale per sé ed i suoi discendenti, ma giusto lui e la moglie Eleonora d'Aragona sono tumulati in essa. Il disegno originale era di Huguet ma venne modificato dai successivi architetti, specialmente da Mateus Fernandes (che è tumulato nella chiesa). La pianta ottagonale ha sette cappelle a forma esagonale. Negli angoli delle cappelle sono visibili dei massicci contrafforti che avrebbero dovuto sostenere le volte. Questi pilastri disegnati da Diogo Boitac, sono decorati con motivi manuelini scolpiti nella pietra.

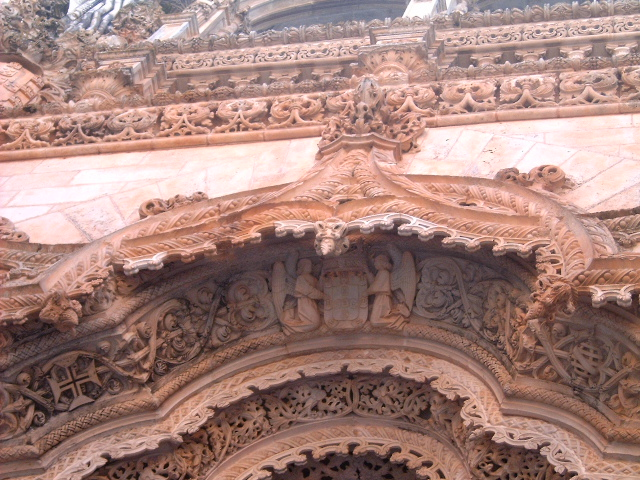
Portale della Cappella incompiuta

Il portale è alto quindici metri e fu costruito in stile gotico ma poi trasformato, nel 1509, in splendido stile manuelino da Mateus Fernandes. Esso è decorato da sontuosi ornamenti manuelini come: la sfera armillare, angeli alati, funi, cerchi, ceppi ed archi. Questo omaggio del re Manuele I al suo predecessore Edoardo, è illustrato dal suo motto Leauté faray tam yaserei (sarò sempre leale). Questo motto è ripetuto più di duecento volte sugli archi, sulle volte e sui pilastri delle cappelle. 
La loggia rinascimentale, aggiunta nel 1533, fu probabilmente pensata per il coro. Essa è opera dell'architetto João de Castilho.

### Sala capitolare
La sala capitolare rimanda i visitatori alle ragioni militari della fondazione: due sentinelle stanno di guardia alla tomba del milite ignoto morto nella prima guerra mondiale.
Questa sala è notevole per la sua ardita volta senza alcun supporto centrale. Data l'arditezza e la pericolosità dell'opera la sua costruzione venne assegnata ai condannati a morte. Dopo due tentativi falliti, quando l'ultima impalcatura venne rimossa, si dice che Huguet passò la notte sotto la volta per tacitare i suoi critici. 
Le vetrate rinascimentali della parete orientale sono del 1508. Esse riportano scene della Passione di Cristo e sono attribuite ai maestri João e Francisco Henriques.

### Chiostro di Giovanni I

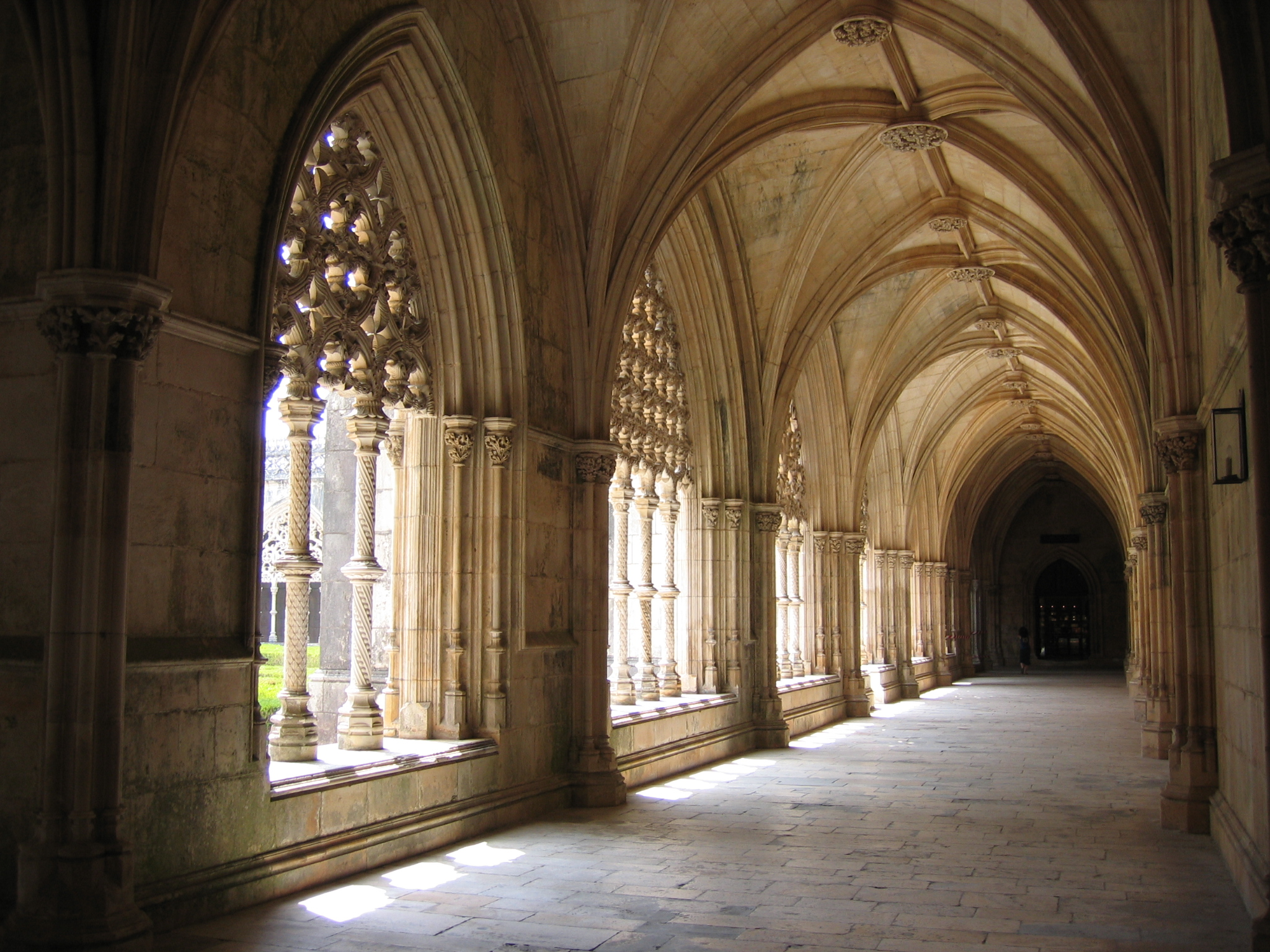
Galleria del chiostro reale

Questo chiostro non faceva parte del progetto originale, esso venne costruito sotto la direzione dell'architetto Fernão de Évora fra il 1448 e il 1477. Le sue linee sobrie sono in stridente contrasto con il gotico flamboyant della chiesa. Le sculture in stile gotico comprendenti quadrifogli, fiordalisi, e rosette aggiunte nell'ambulacro superiore da Huguet, si combinano con lo stile manuelino delle arcate aggiunte successivamente da Mateus Fernandes. Due motivi differenti si alternano nelle decorazioni: la sfera armillare e la croce dell'Ordine di Cristo. 
Le colonnine che sostengono queste intricate arcate, sono decorate con motivi a spirale, sfere armillari fiori di loto, perle, conchiglie e frutta esotica.

### Chiostro di Alfonso V
Questo sobrio chiostro vicino al chiostro reale, fu costruito in stile gotico con archi a doppia cuspide. Venne realizzato nella seconda metà del XV secolo dall'architetto Fernão de Évora. Esso è in contrasto con il manuelino del chiostro reale. Sulle volte sono scolpiti gli stemmi di Alfonso V.

## Monastero di Batalha in 3D
- Monastero di Batalha in 3D in Google Earth, Pagina con informazioni relative al modello tridimensionale e istruzioni per la visualizzazione in Google Earth .